# Saint-Clair-du-Rhône
Saint-Clair-du-Rhône – miejscowość i gmina we Francji, w regionie Owernia-Rodan-Alpy, w departamencie Isère.
Według danych na rok 1990 gminę zamieszkiwało 3360 osób, a gęstość zaludnienia wynosiła 469 osób/km² (wśród 2880 gmin regionu Rodan-Alpy Saint-Clair-du-Rhône plasuje się na 262. miejscu pod względem liczby ludności, natomiast pod względem powierzchni na miejscu 1346.).